# Kiss Plan
「Kiss Plan」（キス・プラン）は、日本のボーカルダンスユニット・M!LKの通算15枚目、メジャー・デビュー後4枚目となるシングル。2024年1月24日にColourful RecordsからBlu-ray付初回限定盤A、B、通常盤の3形態で発売。
表題曲「Kiss Plan」の振付は日本のダンサーで振付師のYUMEKIが務めた。

## 収録曲

### CD
1. Kiss Plan [2:58]
作詞： SoichiroK、作曲：SoichiroK・Nozomu.S、編曲：Soulife
2. Weekend [2:57]
作詞・作曲・編曲：SPENSR
  - 初回限定盤A/Bのみ
3. ピースサイン [3:37]
作詞：園田健太郎、作曲・編曲：渡辺拓也
  - 通常盤のみ

### Blu-ray
- M!LK学園　短期留学編 ~前編~
  - 初回限定盤Aのみ
- M!LK学園　短期留学編 ~後編~
  - 初回限定盤Bのみ